# Хихви
Хихви (груз. ხიხვი), или Джананура (ჯანანურა) — автохтонный технический (винный) сорт винограда, используемый для производства белых вин в Грузии (в частности, по традиционной кахетинской технологии — в квеври). Вина даёт достаточно кислотные, с цветочными ароматами.
Происхождение названия не установлено. Культивируется главным образом на правом берегу Алазани, особенно в микрозоне вблизи села Карденахи края Кахетия, где называется Джананура. В советский период виноград использовался для приготовления крепких белых марочных вин «Хихви» и «Карденахи». Так как по урожайности почти вдвое уступает ркацители (не более 6,5 тонн с гектара), к 2000 году практически перестал возделываться: сообщалось, что занятая им площадь не превышала и гектара.
Кусты среднерослые. Листья крупные, округлые, трёхлопастные, сетчато-морщинистые, с краями, отогнутыми вниз, снизу опушение паутинистое с подстилающим щетинистым пушком. Черешковая выемка открытая, лировидная с острым дном, иногда стрельчатая. Цветок обоеполый. Грозди средние, цилиндрические, крылатые, рыхлые. Ягоды средние, почти круглые, зеленовато-желтые с пятнами загара на солнечной стороне. Кожица толстая. Мякоть сочная.
В отличие от ркацители, хихви цветёт не 2 или 3 дня, а гораздо дольше (обычно 11 дней). Созревает в середине сентябре, считается в этом отношении среднепоздним (в связи с чем пригоден к выращиванию в относительно прохладных районах, включая нагорья). Период от начала распускания почек до полной зрелости ягод в окрестностях Телави в среднем 147 дней при сумме активных температур 3080°С. Вызревание побегов хорошее. Урожайность 60-80 ц/га. Мало повреждается мильдью и очень сильно оидиумом. Способен набирать высокие уровни сахара (до 30%).
По мере пробуждения интереса к редким местным сортам винограда и кахетинским янтарным винам растёт популярность вин на базе хихви. Соответственно, с середины 2010-х годов неуклонно ширится площадь занятых этим сортов виноградников. Благодаря потенциалу сортового вина к выдержке и широкой ароматической палитре (дикие цветы, самшит, спелый абрикос) считается одним из самых перспективных автохтонных сортов грузинского белого винограда.